# The Burglar's Dilemma
Pour plus de détails, voir Fiche technique et Distribution.
The Burglar's Dilemma est un court-métrage américain muet, réalisé par D. W. Griffith, sorti en 1912.

## Synopsis
Un jeune homme renfermé jalouse son frère pour son succès en société. Sous l'empire de la boisson, il le frappe. Son frère git inanimé sur le sol. Au même moment, un cambrioleur pénètre par effraction dans la maison. Le jeune frère va tout faire pour que le voleur soit accusé du meurtre.

## Fiche technique
- Titre original : The Burglar's Dilemma
- Réalisation : D. W. Griffith
- Scénario : Lionel Barrymore
- Photographie : Billy Bitzer
- Société de production et de distribution : Biograph Company
- Pays d'origine : États-Unis
- Format : Noir et blanc - Film muet
- Genre : Comédie dramatique
- Durée : 15 minutes
- Date de sortie :
  - États-Unis : 16 décembre 1912

## Distribution
- Lionel Barrymore : le maître de maison
- Henry B. Walthall : son frère
- Robert Harron : le jeune voleur
- Harry Carey : le voleur plus âgé
- John T. Dillon : un enquêteur
- Alfred Paget : un enquêteur
- Frank Evans : un policier
- W.C. Robinson : un policier
- Charles West
- Gertrude Bambrick
- Lillian Gish
- Dorothy Gish
- Madge Kirby
- Joseph Jiquel Lanoë